# Васильевка (Собинский район)
Васильевка — деревня в Собинском районе Владимирской области России, входит в состав Муниципального образования Куриловское.

## География
Деревня расположена на автодороге 17Н-59 Собинка — Лакинск — Ставрово в 2 км на север от города Лакинск.

## История
Деревня Васильевка образовалась в годы правления Екатерины II, в 1785 году. На тот момент в ней проживало 63 человека и числилось 12 дворов. Название связано с тем, что на территории нынешнего дачного участка когда-то располагался «опорный пункт» — так жители деревни называли длинный двухэтажный дом, в котором жил купец Василий. Именно в его честь и названа деревня. Также существует легенда, что местность, на которой располагается деревня, зачастую называли «Васильковым раем»: вся земля была покрыта ярко-синими пушистыми васильками. Именно поэтому василёк является символом деревни.
В конце XIX — начале XX века здесь проживало уже 167 человек и насчитывалось 32 двора. Тогда Васильевка входила в состав Кочуковской волости Владимирского уезда, с 1924 года — в составе Ставровской волости. В 1859 году в деревне числилось 22 двора, в 1905 году — 32 двора, в 1926 году — 28 хозяйств.
С 1929 года деревня входила в состав Алексеевского сельсовета Собинского района, с 1965 года — в составе Ундольского сельсовета, с 1976 года — в составе Куриловского сельсовета.

## Население
| 1859 | 1905 | 1926 | 2002 | 2010 | 2021 |
| ---- | ---- | ---- | ---- | ---- | ---- |
| 162  | ↗167 | ↘143 | ↗470 | ↘438 | ↘400 |

## Экономика
В деревне находится Демидовский фанерный комбинат, пилорама, Потаповская пасека и мойка.